# Leopold Hofmann
Leopold Hofmann detto Poldl (Vienna, 31 ottobre 1905 – 9 gennaio 1976) è stato un calciatore austriaco, di ruolo centrocampista.
Legò la sua intera carriera a due sole maglie: quella del First Vienna e quella della Nazionale austriaca.

## Carriera

### Club
Con il proprio club, Hofmann vinse due volte il campionato, tre volte la Coppa d'Austria e, nel 1931, la Coppa Mitropa, la più prestigiosa competizione internazionale per club dell'epoca. Aveva esordito nel 1924, e l'anno seguente, a 19 anni, ricevetta la prima convocazione in Nazionale. I primi anni trenta rappresentarono l'apice della sua carriera: vinse tutti i trofei di club a quell'epoca disponibili.
Giocò nel First Vienna fino al momento del suo ritiro definitivo, nel 1939.

### Nazionale
Con la Nazionale conquistò la Coppa Internazionale 1931-1932 e fu selezionato nella squadra che disputò i Mondiali del 1934 in Italia, senza scendere in campo. La sua carriera in Nazionale si interruppe tre anni più tardi.
Insieme a Josef Smistik del Rapid Vienna, ha formato la coppia di centrocampo del leggendario Wunderteam.

## Palmarès

### Club

#### Competizioni nazionali
- Campionato austriaco: 2

First Vienna: 1930-1931, 1932-1933
- Coppa d'Austria: 3

First Vienna: 1928-1929, 1929-1920, 1936-1937

#### Competizioni internazionali
- Coppa dell'Europa Centrale: 1

First Vienna FC: 1931

### Nazionale
- Coppa Internazionale: 1

1931-1932